# Martin Van Geneugden
Martin Van Geneugden, né le 21 janvier 1932 à Zutendaal et mort en juillet 2014, est un coureur cycliste belge. Professionnel de 1953 à 1963, il a notamment remporté six étapes du Tour de France au cours de ses sept participations.

## Palmarès
- 1950
  -  Champion de Belgique amateurs
- 1953
  - 6e étape du Circuit des six provinces
  - Paris-Valenciennes
  - 6e étape du Tour de France
  - Circuit des régions fruitières
  - 2e des Trois villes sœurs
  - 2e du Tour des Flandres des indépendants
  - 3e de Bruxelles-Liège
- 1954
  - 4e étape du Critérium du Dauphiné libéré
  - 2e de Paris-Limoges
- 1955
  - 3e du Grand Prix de clôture
- 1956
  - 2e des Trois villes sœurs
  - 3e de Tourcoing-Dunkerque-Tourcoing
- 1957
  - Hoegaarden-Anvers-Hoegaarden
  - 3e de Paris-Limoges
  - 3e du Tour du Hainaut
  - 3e du Tour d'Hesbaye
- 1958
  - GP Fichtel & Sachs
  - 5e et 12e étapes du Tour de France
  - Circuit de Belgique centrale
  - 3e du Trophée des trois pays
- 1960
  - 9e et 14e étapes du Tour de France
  - Circuit des régions fruitières
  - Circuit du Limbourg
- 1961
  - 7e étape du Tour d'Allemagne
  - 18e étape Tour de France
  - Tour du Limbourg
  - Circuit des régions fruitières
- 1962
  - 1re, 5e et 7e étapes du Tour d'Allemagne
  - 1re étape de À travers la Belgique
  - À travers la Belgique
  - 4e étape du Tour de Romandie
  - 3e de Paris-Bruxelles
- 1963
  - 3e étape du Tour de Sardaigne
  - Tour du Condroz

## Résultats sur les grands tours

### Tour de France
- 1953 : 34e, vainqueur d'étape
- 1957 : abandon (6e étape)
- 1958 : 27e, vainqueur de 2 étapes
- 1959 : 53e
- 1960 : abandon (19e étape), vainqueur de 2 étapes
- 1961 : 61e, vainqueur d'étape
- 1963 : 56e

### Tour d'Espagne
- 1963 : 46e

### Tour d'Italie
- 1959 : abandon
- 1961 : abandon
- 1962 : abandon